# Assiminea theobaldiana
Assiminea theobaldiana е вид коремоного от семейство Assimineidae. Видът не е застрашен от изчезване.

## Разпространение
Разпространен е в Индия (Западна Бенгалия и Ориса).